# Willi Orban
Willi Orban (* 3. listopadu 1992 Kaiserslautern) je maďarský profesionální fotbalista, který hraje na pozici středního obránce za německý klub RB Leipzig a za maďarský národní tým.

## Klubová kariéra
Willi Orban je odchovancem 1. FC Kaiserslautern, kde působil v mládežnických týmech i rezervě.
V červnu 2016 přestoupil do RB Leipzig.

## Reprezentační kariéra
Willi Orban se v roce 2014 stal členem německé reprezentace U21.

## Úspěchy

### Individuální
- Tým sezóny Bundesligy podle kickeru – 2018/19,[3] 2020/21[4]